# بخش هووده
بخش هووده (به سوئدی: Skövde kommun) یک ناحیه شهری در سوئد است که در شهرستان وسترا گوتلاند واقع شده‌است.

## خواهرخوانده
شهرهای هالدن، نروژ، Ringsted Municipality, Vammala، کورساره و جانگجیاکو خواهرخوانده‌های بخش هووده هستند.